# Lactorates
Les Lactorates sont un ancien peuple aquitain (proto-basque) dont la capitale était Lactora, l'actuelle ville de Lectoure (Gers).
C'est l'un des neuf peuples d'Aquitaine qui formaient la Novempopulanie.

## Histoire
Les Lactorates avaient pour voisins les Sotiates à l'ouest, les Auscii au sud et les Volques Tectosages à l’est, correspondant pour la majeure partie au nord du département actuel du Gers, et des parties du Lot-et-Garonne et du Tarn-et-Garonne sur la rive gauche de la Garonne. Leur territoire couvrait environ 98 000 hectares et allait de la Garonne, au nord, aux communes actuelles de Pouy-Roquelaure et Mauvezin, au sud.
La table de Peutinger porte la mention Lactorates Auci, sous le chemin de Toulouse à Bibona.
L'historien Diodore parle d'un roi Piso qui vint à Rome, s'initia à la civilisation latine, rentra dans son pays dont il devint le maître, grâce à l'appui du Sénat romain et se comporta toujours par la suite en fidèle allié de Rome. On estime généralement, sans preuves formelles, que ce roi Piso était probablement (mais sans certitudes) le roi des Lactorates, peuple qui ne s'opposa pas à l'arrivée des Romains, contrairement à ses voisins les Auscii et les Élusates qui furent vaincus par Crassus en 56 av. J.-C., ce qui peut expliquer le manque de documents historiques, par manque de faits d'armes. Toutefois la découverte, lors de fouilles, de nombreux témoignages d’échanges commerciaux avec Rome, à l’époque gauloise et bien avant la conquête militaire, tendent à renforcer l’idée d’une alliance précoce.
Au musée Eugène-Camoreyt de Lectoure, un des autels tauroboliques conservés fut offert, selon son inscription, par la république des Lactorates, pour le salut de la famille impériale.
Selon le linguiste Joaquín Gorrochategui: « L'Aquitaine a subi aussi une profonde influence gauloise, plus remarquable au fur et à mesure que l'on s’éloigne des Pyrénées vers le nord et l'est de la région. Les témoins de cette pénétration sont : les noms de personnes et de divinités gauloises, les noms de peuples en -ates, et postérieurement les toponymes romans en -ac. »